# Хода (роман)
Хода — науково-фантастичний роман американських письменників Ларрі Нівена та Джеррі Пурнелла, написаний 1985 року. Книга описує прибуття представників інопланетного виду під назвою фітпи, які подорожували до Сонячної системи з Альфи Центаври на великому космічному кораблі, керованому прямотічним міжзоряним реактивним двигуном Бассарда. Їхня мета — завоювання планети Земля.

## Сюжет
Інопланетяни фітпи нагадують слоненят з кількома чіпкими хоботами. Вони володіють більш передовими технологіями, ніж люди, але не розробили жодної з них самостійно. У далекому минулому на їхній планеті домінував інший вид. Вид-попередник завдав серйозної шкоди навколишньому середовищу, призвівши до вимирання свого та багатьох інших видів, але залишив свої знання, написані на великих кам'яних кубах, з яких фітпи отримали свою технологію. Гонка озброєнь між двома конкуруючими племенами загрожувала вимиранням виду, тому вони зійшлись на тому, що хтось відлетить на зорельоті та шукатиме новий дім деінде. Керівництво переможеного племені утворило Chtaptisk Fithp («Мандрівне стадо»).
Плем'я розділилося на «сплячих» і «народжених у космосі», оскільки зореліт є одночасно кораблем поколінь та кораблем сплячих. Первісним лідерам підпорядковані «космічнонароджені», які готові заснувати космічну цивілізацію, але все ще залишаються відданими віковічній меті завоювання.
Фітпи є стадними істотами й ведуть війни не так, як люди. Коли два стада зустрічаються, вони борються, доки не з'ясується, хто з них домінує. Тоді боротьба припиняється, і переможені об'єднуються зі стадом переможців. Фітпи збентежені людськими спробами мирного контакту. Після прибуття вони нападають на радянську космічну станцію, країну, яка все ще є світовою наддержавою, де радянські та американські громадяни чекають, щоб привітати їх. Вони продовжують знищувати військові об'єкти та важливу інфраструктуру на Землі. З руїн космічної станції визволяють конгресмена США Веса Доусона та радянських космонавтів.
Людські персонажі поділяються на дві основні групи: ті, що живуть на Землі, і ті, що потрапляють на борт космічного корабля фітпів як полонені. Цивільні особи використовуються для показу впливу війни на повсякденне життя в США, а військові та урядовці передають більш стратегічний огляд подій. Письменники-фантасти залучаються як технічні консультанти з питань інопланетних технологій і поведінки; персонажі засновані на реальних письменниках, включаючи Нівена («Нат Рейнольдс»), Пурнелла («Вейд Кертіс») і Роберта Енсона Гайнлайна («Боб Енсон»).
Після свого першого нападу фітпи висаджують наземні війська в центрі Північної Америки, переважно в Канзасі та навколо нього. Спочатку вони відбивають атаки орбітальними лазерами і кінетичною зброєю, але об'єднана ядерна атака СРСР і США знищує їхній плацдарм. Фітпи, які знайомі з ядерною зброєю, але вважають за краще використовувати чистішу зброю, шоковані та вважають варварством готовність людей «сіяти радіоактивний вогонь на своїх власних полях». У відповідь на поразку свого вторгнення, фітпи скидають в Індійський океан великий астероїд, падіння якого призводить до екологічної шкоди в глобальному масштабі, зокрема, до майже повного знищення Індії. Потім фітпи атакують південну Африку, успішно підкоряючи собі більшу частину її населення. Неодноразово фітпам допомагають людські лідери, які прагнуть зберегти свою владу над масами.
США таємно будують у штаті Вашингтон великий космічний корабель із важким озброєнням, який приводиться в дію ядерним реактивно-імпульсним двигуном — реальний факт, відомий як проєкт Оріон. Корабель названий на честь біблійного архангела Михаїла, який вигнав Люцифера з небес. Коли відбувається витік інформації з системи безпеки, «Михаїл» передчасно стартує і бореться з невеликими ворожими «цифровими» кораблями, яким допомагають одномісні кораблі й більші космічні шатли, ⁣ що перевозяться на борту «Михаїла» і вивільняються за потреби. Попри серйозні пошкодження, він переслідує материнський корабель прибульців. Один із шатлів таранить корабель фітпів, пошкоджуючи його настільки сильно, що він не може втекти від «Михаїла».
На Землі президент США Девід Коффі отримує пропозицію про умовну капітуляцію від фітпів. Коффі готовий дозволити фітпам вийти в космос і не має наміру знищувати їхні технології та вантаж жінок і дітей. Йому протистоять його радники, які вважають, що, дозволивши фітпам втекти та перегрупуватися, він ризикує всім людством. Коли Коффі, здавалося б, поступається під тиском, радник з національної безпеки адмірал Каррелл влаштовує безкровний державний переворот, обходячи президента та відхиляючи пропозицію прибульців. Диверсія з боку людей на облавку інопланетного судна виводить з ладу двигуни флітпів, що дозволяє «Михаїлу» завдати їм серйозних пошкоджень, які змушують флітпів визнати людство як сильніший вид і здатися, щоб стати частиною людського «племені». У фінальній сцені ватажок фітпів лежить на спині і дозволяє колишньому полоненому Доусону поставити ногу собі на груди, що є формальним жестом капітуляції фітпів.

## Хронологія
- 1915: Chtaptisk Fithp («Стадо мандрівників») відлітає з Альфи Центавра на Землю на своєму космічному кораблі «Thuktun Flishithy» («Носій послання»).
- 1919: сплячі занурюються в непробудний сон.
- Вересень 1976: «Thuktun Flishithy» обертається навколо Сонця, маневруючи до Сатурна.
- Листопад 1976: «Thuktun Flishithy» досягає Сатурна.
- Червень 1980: «Thuktun Flishithy» поповнив запаси.
- Червень 1981: фітпи закріпилися на Футі, астероїдній колонії.
- Квітень 1985: «Thuktun Flishithy» починає свою подорож до Землі.
- Травень 1985: людські астрономи на Гаваях усвідомлюють, що на траєкторії до Землі прямує інопланетний корабель.
- Червень 1985: перша атака фітпів. Кінетична зброя сіє хаос на Землі, а супутники збивають. Радянська космічна станція «Космоград» знищена, а її вцілілі пасажири захоплені в полон.
- Липень 1985: фітпи починають вторгнення в Канзас. Невдовзі після цього розпочинаються «Війни Яструбів», звичайна атака на позиції фітпів, які швидко знищуються за допомогою космічної підтримки. Приблизно через два тижні американці і Радянський Союз здійснюють спільний ядерний удар у відповідь, який завдає поразки силам фітпів і руйнує більшу частину Канзасу.
- Серпень 1985: Падіння стопи. Фітпи скидають «стопу» в Індійський океан. Цунамі спустошує навколишні суходоли, і всю земну кулю огортає нескінченна солона злива. Індія практично знищена, а прибульці успішно захоплюють більшу частину Африки.
- Липень 1986 року: політ «Михаїла», що завершився формальною капітуляцією Chtaptisk Fithp Весу Доусону.

## Рецензія
Kirkus Reviews прокоментував: «Роздутий і значною мірою недопрацьований». Він оцінив роман як «більш нудний і менш продуманий», ніж попередні спільні роботи Нівена-Пурнелла, з «ледь доречними» підсюжетами та «громіздким багатотисячним акторським складом», але похвалив суспільство фітпів як «особливо добре опрацьоване».
Дейв Ленгфорд рецензуючи Footfall для White Dwarf № 71 заявив, що «їхні недоліки — це недоліки блокбастерів: динаміка забирає 100 сторінок, деякі з численних персонажів є зайвими, а мегасмерті замовчуються. [. . . ] Проте, я прочитав більшу частину двічі, і адреналін вичерпався».
Девід Ленгфорд назвав твір «рвучкою ниткою», але зазначив, що він має «типові для блокбастерів недоліки», зокрема повільний темп і надмірно великий акторський склад з малозначущими персонажами. Він також зазначив: «Ентузіазм авторів щодо космічної зброї викликає тривогу». Джеймс Ніколл визнав «посередність і нудність набагато довшого роману», слабкі характери та науково неточне зображення наслідків падіння астероїда, але визнав, що він кращий за більшість інших творів цього піджанру та похвалив Нівена за його зображення фітпів.
Роман «Footfall» номінований на премію Г'юго 1986 року як найкращий роман і премію Локус 1986 року як найкращий науково-фантастичний роман, а також став бестселером № 1 за версією New York Times.